# Castanopsis cavaleriei
Castanopsis cavaleriei är en bokväxtart som beskrevs av Augustin Abel Hector Léveillé. Castanopsis cavaleriei ingår i släktet Castanopsis och familjen bokväxter. Inga underarter finns listade.